# Европейская система центральных банков
Европейская система центральных банков (ЕСЦБ) — наднациональный орган финансового регулирования, который объединяет Европейский центральный банк (ЕЦБ) и национальные центральные банки всех 27 стран — членов Евросоюза.
Европейская система центральных банков была основана в соответствии со Статьёй 8 Договора об учреждении Европейского сообщества. Управление ЕСЦБ осуществляется органами управления ЕЦБ.

## Цели и задачи
Европейская система центральных банков создавалась для поддержания ценовой стабильности, а также поддержки основных направлений деятельности Сообщества в области экономики. Эти направления перечислены в ст. 2 Договора о создании ЕС и включают в себя, в частности, обеспечение высокого уровня занятости населения и устойчивого неинфляционного экономического роста.